# قوائم الجامعات والكليات حسب الدولة
هذه قائمة تشمل قوائم الجامعات والكليات ومؤسسات التعليم العالي حسب القارة والمنطقة.

## حسب القارة

### أفريقيا

#### افريقيا الوسطى
- أنغولا
- الكاميرون
- جمهورية افريقيا الوسطى
- تشاد
- الكونغو
- جمهورية الكونغو الديموقراطية
- غينيا الإستوائية
- الجابون

#### شرق أفريقيا
- أوغندا
- كينيا
- تنزانيا

#### القرن الأفريقي
- سجل تسجيل الطلبة في القسم العربي  [لغات أخرى]‏
- إريتريا
- أثيوبيا
- الصومال

#### شمال أفريقيا
- الجزائر
- مصر
- ليبيا
- المغرب
- جامعات جنوب السودان  [لغات أخرى]‏
- السودان
- تونس

#### جنوب افريقيا
- بوتسوانا
- ليسوتو
- ناميبيا
- قائمة الجامعات في جنوب أفريقيا
- سوازيلاند
- زيمبابوي

#### جنوب شرق افريقيا
- بوروندي
- جزر القمر
- كينيا
- مدغشقر
- ملاوي
- موريشيوس
- موزمبيق
- رواندا
- سيشيل
- تنزانيا
- أوغندا
- زامبيا

#### غرب افريقيا
- بنين
- بوركينا فاسو
- الرأس الأخضر
- كوت ديفوار
- غامبيا
- غانا
- غينيا
- غينيا بيساو
- ليبيريا
- مالي
- موريتانيا
- النيجر
- نيجيريا
- السنغال
- سيراليون
- توغو

### الأمريكتان

#### منطقة البحر الكاريبي
- أنتيغوا وبربودا
- بربادوس
- جزر كايمان
- كوبا
- دومينيكا
- جمهورية الدومينيكان
- هايتي
- جامايكا
- بورتوريكو
- ترينداد وتوباغو

#### أمريكا الوسطى
- بليز
- ريكا
- السلفادور
- غواتيمالا
- هندوراس
- نيكاراغوا
- بنما

#### أمريكا الشمالية
- كندا
- المكسيك
- الأمريكية

#### جنوب أمريكا
- الأرجنتين
- بوليفيا
- البرازيل
- تشيلي
- قائمة الجامعات في كولومبيا
- الاكوادور
- غيانا
- باراغواي
- بيرو
- جامعة سورينام أنتون دو كوم
- أوروغواي
- فنزويلا

### آسيا

#### آسيا الوسطى
- أفغانستان
- كازاخستان
- قيرغيزستان
- طاجيكستان
- تركمانستان
- أوزبكستان

#### شرق اسيا
- الصين (البر الرئيسي)
- هونغ كونغ ، الصين
- ماكاو, الصين
- تايوان
- اليابان
- منغوليا
- كوريا الشمالية
- كوريا الجنوبية

#### جنوب شرق آسيا
- بروناي
- كمبوديا
- تيمور الشرقية
- قائمة الجامعات في إندونيسيا
- لاوس
- ماليزيا
- ميانمار
- الفلبين
- سنغافورة
- تايلاند
- فيتنام

#### جنوب آسيا
- بنغلاديش
- بوتان
- الهند
- نيبال
- فهارس جامعات باكستانية  [لغات أخرى]‏
- سريلانكا

#### غرب آسيا
- البحرين
- إيران
- العراق
- الأردن
- الكويت
- لبنان
- عمان
- فلسطين
- قطر
- السعودية
- سوريا
- الإمارات العربية المتحدة
- اليمن

### أوروبا

#### أوروبا الشرقية
- ألبانيا
- أرمينيا
- أذربيجان
- بيلاروسيا
- البوسنة والهرسك
- بلغاريا
- كرواتيا
- جمهورية التشيك
- موقع جورجيا
- هنغاريا
- كوسوفو
- مولدوفا
- الجبل الأسود
- مقدونيا الشمالية
- بولندا
- رومانيا
- روسيا
- صربيا
- سلوفاكيا
- سلوفينيا
- أوكرانيا

#### شمال أوروبا
- الدنمارك
- إستونيا
- فنلندا
- جامعة سيرمرسوك
- أيسلندا
- لاتفيا
- ليتوانيا
- النرويج
- السويد

#### جنوب أوروبا
- جامعة أندورا
- قبرص
- جبل طارق
- اليونان
- إيطاليا
- مالطا
- قبرص الشمالية
- البرتغال
- سان مارينو
- إسبانيا
- لتركيا
- مدينة الفاتيكان

#### أوروبا الغربية
- النمسا
- بلجيكا
- فرنسا
- ألمانيا
- أيرلندا
- ليختنشتاين
- لوكسمبورغ
- موناكو
- هولندا
- سويسرا
- المملكة المتحدة: قائمة الجامعات في بريطانيا؛ الكليات التي تقدم دورات التعليم العالي
  - إنجلترا
  - إيرلندا الشمالية
  - اسكتلندا
  - ويلز

### أوقيانوسيا

#### أستراليا
- ميلانيزيا
- فيجي
- بابوا غينيا الجديدة
- قائمة الجامعات في ميلانيزيا#جزر سليمان
- فانواتو

#### ميكرونيزيا
- غوام

#### بولينيزيا
- ساموا الأمريكية
- جزر كوك
- بولينيزيا الفرنسية
- هاواي
- ناورو
- نيوزيلندا
- نيوي
- ساموا
- توكيلاو
- تونغا
- توفالو
- فانواتو
- واليس وفوتونا

## حسب المنطقة

### العالم العربي
- الجزائر
- البحرين
- مصر
- العراق
- الأردن
- الكويت
- لبنان
- ليبيا
- المغرب
- سلطنة عمان
- فلسطين
- قطر
- السعودية
- الصومال
- السودان
- سوريا
- تونس
- الإمارات العربية المتحدة
- اليمن